# 王旺生
王旺生（1953年1月—），湖北武汉人，中华人民共和国政治人物、外交官。

## 生平
1976年，毕业于北京外国语学院阿拉伯语专业，进入中华人民共和国外交部工作，公派至叙利亚大马士革大学进修。1978年，毕业回国，先后在驻阿拉伯也门大使馆、驻苏丹大使馆、驻伊拉克大使馆、外交部西亚北非司任职。1998年，任驻叙利亚大使馆参赞。2000年，任驻埃及大使馆公使衔参赞。2002年3月，出任中华人民共和国驻阿尔及利亚大使。2007年，任外交部大使。2008年6月，出任中华人民共和国驻利比亚大使。2013年7月，自驻利比亚大使离任。